# Donnay
Donnay – miejscowość i gmina we Francji, w regionie Normandia, w departamencie Calvados.
Według danych na rok 1990 gminę zamieszkiwało 177 osób, a gęstość zaludnienia wynosiła 16 osób/km² (wśród 1815 gmin Dolnej Normandii Donnay plasuje się na 709. miejscu pod względem liczby ludności, natomiast pod względem powierzchni na miejscu 441.).